# Wolfgang Rudolph (Agronom)
Wolfgang Rudolph (* 1. August 1930 in Halle (Saale); † 4. Januar 2020 in Rostock) war ein deutscher Agrarwissenschaftler und Hochschullehrer für Kleintierzucht und Genetik an der Universität Rostock.

## Leben und Wirken
Rudolph wurde in Halle (Saale) geboren. Nach dem Abitur in Halle (1949) und landwirtschaftlicher Lehre studierte er an der Universität Halle Landwirtschaft und schloss 1954 mit der Diplomprüfung ab. Es folgte die Tätigkeit als wissenschaftlicher Assistent am Institut für Geflügelwirtschaft in Merbitz. 1960 promovierte er an der Landwirtschaftlich-Gärtnerischen Fakultät der Humboldt-Universität Berlin (HUB) bei Fritz Lützenberg zum Dr. agr. und wurde im folgenden Jahr Abteilungsleiter am Merbitzer Institut, das man 1962/1963 der neu gegründeten Vereinigung Volkseigener Betriebe (VVB) Tierzucht in Paretz unterstellte.
1965 wechselte Rudolph zum Volkseigenen Gut (VEG) Greifswald und arbeitete hier als Abteilungsleiter Geflügelzucht. Ein Jahr später habilitierte er sich an der HUB und wurde Dozent für Geflügel- und Kleintierzucht an der Landwirtschaftlichen Fakultät der Universität Rostock, ab 1969 an der Sektion Tierproduktion ebenda. Ab 1976 lehrte er hier als ordentlicher Professor für Kleintierzucht und Haustiergenetik, ab 1990 wieder an der Agrarwissenschaftlichen Fakultät. 1992 trat er in den Ruhestand. Rudolph starb am 4. Januar 2020 in Rostock.

## Schwerpunkte der Forschung
- Geflügelzucht, -haltung und -ernährung; Entenproduktion
- In den 1980er Jahren zytogenetische Untersuchungen an Kaninchen und anderen Kleintieren
- Vererbung spezieller Merkmale in Verbindung mit der Domestikation sowie Einflüsse auf die Produktqualität
- 2003 Aufklärung des Erbganges der Krümmung des Schnabels bei den Krummschnabelenten unter Nutzung der computergestützten Chromosomenanalyse
- Organisation von drei internationalen Symposien

## Ehrenamt / Mitgliedschaften (Auswahl)
- 1984–1990 Dekan der Fakultät für Biologie, Chemie und Agrarwissenschaften der Univ. Rostock
- 1960 Mitwirkung bei der Gründung der DDR Branch der World’s Poultry Science Association
- 1961–2004 Mitglied der World’s Poultry Science Association
- 1990–2002 Mitglied der World Rabbit Science Association
- 1979, 1983, 1986 Organisation von internationalen Symposien „Das Kaninchen als Modelltier und Züchtungsobjekt“
- 1984 Kolloquium zu Ehren des 100. Todestages von Gregor Mendel

## Ehrung
- 1984 Gregor-Mendel-Gedenk-Medaille

## Publikationen (Auswahl)
- Beiträge zur Frage des Eiweißbedarfs von Mastenten. Diss. Humboldt-Universität Berlin, 1960.
- Vergleichende Untersuchungen zum Schlachtwert von Pekingenten und Kreuzungen aus Zwergerpel x Pekingente in Hinsicht auf die Züchtung einer sogenannten Broiler-Ente. Hab.-Schr. Humboldt-Universität Berlin, 1966.
- Die Entenmast. Berlin, 1. Auflage 1958; 2. Auflage 1961.
- Die Hausenten. Drei Auflagen (1975, 1978, 2004).
- Das Hauskaninchen. Mit Kalinowski und Agnes Knopp, zwei Auflagen (1982, 1984), Wild- und Hauskaninchen als 3. erw. Auflage, 1997.
- Knopp, Agnes, Brunner, R.M., Ahne, R., Huhn, P., Rudolph, W. (1989). Die Analyse tierischer Chromosomen mit dem Bildverarbeitungssystem A 6471. Arch. Tierzucht, Berlin 32, S. 411–419.
- Brunner, R,M, Knopp, Agnes, Rudolph, W. (1992): Rabbit chromosome analysis by image processing. J. Appl. Rabbit Res., Corvaliis OR (USA), 15, pp. 352–362 (Proc. 5th World Congr. WRSA, Corvaliis OR, USA).
- Feuersturm unbändiger Macht. Erlebtes Inferno – Dresden 1945. Monsenstein und Vannerdat, Münster 2015, ISBN 978-3-95645-398-4.